# Coq au vin de chanturgue
Le coq au vin de chanturgue est un des mets de la cuisine auvergnate. Sa recette est liée à une légende dans laquelle se trouve impliqué Jules César et son principal ingrédient le chanturgue, qui est un vin produit par un vignoble qui ne dépasse pas six hectares.

## Légende
Une tradition fait remonter ce mets à la conquête de la Gaule par Jules César. Vercingétorix, roi des Arvernes, pour narguer le Romain, qui l'assiégeait, lui fit envoyer un coq, symbole de la vaillance des Gaulois. César lui rendit sa politesse en l'invitant à une cena où il lui fit servir son coq cuit au vin.

## Le chanturgue
Le chanturgue est l'un des crus les plus anciens et les plus renommés des côtes-d'auvergne (AOC) avec Madargue (12 ha), Châteaugay (64 ha), Corent (32 ha) et Boudes (45 ha). C'est un vin rouge issu du gamay. Son vignoble (6 ha) se situe près de Clermont-Ferrand.

## Ingrédients
La réalisation de ce mets nécessite un coq, des petits oignons, des lardons, du beurre, un côtes-d'auvergne, un verre de marc, de la farine, une gousse d'ail, un bouquet garni, des champignons de couche et deux cuillères à soupe de sang. 